# So Much for the Ten Year Plan
So Much for the Ten Year Plan (sottotitolato A Retrospective 1990–2000) è un album di raccolta del gruppo musicale nordirlandese Therapy?, pubblicato nel 2000.

## Tracce
1. Screamager – 2:41
2. Bad Karma Follows You Around – 4:07
3. Die Laughing – 2:48
4. Meat Abstract – 3:47
5. Straight Life – 4:48
6. Teethgrinder – 3:26
7. Fat Camp – 4:30
8. Stories – 2:52
9. Nausea – 3:56
10. Six Mile Water – 6:20
11. Church of Noise – 3:06
12. He's Not that Kind of Girl – 3:25
13. Diane – 4:00
14. Nowhere – 2:27
15. Potato Junkie – 3:08
16. Ten Year Plan – 5:14

### CD Bonus
1. Evil Elvis – 2:21
2. Bloody Blue (Original Demo) – 1:11
3. Summer of Hate – 2:28
4. Isolation (Consolidated Mix) – 4:38
5. Where Eagles Dare – 2:27
6. Lunacy Booth (String Version) – 4:58